# Fédération Internationale de Médecine du Sport

Logo der FIMS

Die Fédération Internationale de Médecine du Sport (FIMS, deutsch Weltverband der Sportmedizin) wurde 1928 gegründet und hat die weltweite Entwicklung und Förderung der sportmedizinischen Forschung, Weiter- und Fortbildung sowie der praktischen sportärztlichen Betreuung zum Ziel.

## Geschichtliche Entwicklung
Als Association Internationale Medico Sportive (AIMS) wurde der Weltverband bei den II. Olympischen Winterspielen 1928 in St. Moritz gegründet. Die auf der Gründungskonferenz 33 vertretenen Ärzte aus 11 Nationen waren zum größten Teil mit Betreuungsaufgaben bei den teilnehmenden Mannschaften der Spiele befasst. Erster Präsident wurde der Schweizer Wilhelm Knoll, Generalsekretär der Deutsche Arthur Mallwitz. Als Mitglied des Exekutivkomitees organisierte Frederik Jacobus Johannes Buytendijk (Niederlande) den ersten internationalen AIMS-Kongress zu den folgenden IX. Olympischen Sommerspielen 1928 in Amsterdam.
Nach mehreren Umbenennungen (1933: Fédération Internationale Médico-Sportive et Scientifique; 1934: Fédération Internationale de Médecine Sportive) lautet die Bezeichnung seit 1998: Fédération Internationale de Médecine du Sport (FIMS).
Kongresse der FIMS wurden in der Folgezeit in regelmäßigen Abständen – zum Teil in Verbindung mit den Olympischen Spielen – durchgeführt. Nach Unterbrechung durch den Zweiten Weltkrieg und Reorganisation der FIMS auf einem Meeting 1946 in Brüssel  fand 1948 der 7. Internationale FIMS-Kongress in Prag statt. Der 32. FIMS-Kongress wird 2012 in Rom (Italien) durchgeführt, der 33. Kongress 2014 in Quebec (Kanada).

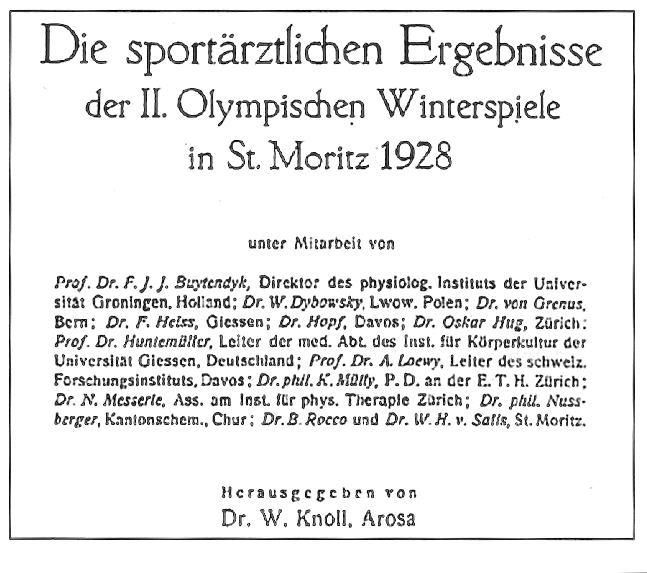
Erste systematische sportärztliche Untersuchungen bei Olympiateilnehmern

 Die bisherigen Präsidenten der FIMS waren:
- 1928–1930 Wilhelm Knoll (Schweiz)
- 1930–1933 Frederik Jacobus Johannes Buytendijk (Niederlande)
- 1933–1937 André Latarjet (Frankreich)
- 1937–1939 Leonardo Conti (Deutschland)
- 1957–1964 Albert Goevaerts (Belgien)
- 1964–1968 Paul André Challey-Bert (Frankreich)
- 1968–1976 Giuseppe La Cava (Italien)
- 1976–1980 Ludwig Prokop (Österreich)
- 1980–1986 Ejnar Eriksson (Schweden)
- 1986–1994 Wildor Hollmann (Deutschland)
- 1994–2002 Eduardo Henrique de Rose (Brasilien)
- 2002–2006 Kai-Ming Chan (Hong Kong/Volksrepublik China)
- 2006–2010 Walter Frontera (Puerto Rico)
- ab Mai 2010 Fabio Pigozzi (Italien)

## Ziele und Aufgaben
- Förderung und Erhalt von Fitness und Gesundheit durch körperliche Aktivität
- Organisation und Sponsoring weiterbildender sportmedizinischer Kurse, Symposien und Kongresse weltweit
- Publikation und Verbreitung sportmedizinischer Erkenntnisse
- Untersuchungen der Wirkungen körperlichen Trainings auf den gesunden und kranken Organismus
- Weltweite Förderung von sportmedizinischer Forschung
- Zusammenarbeit mit nationalen und internationalen Organisationen auf dem Gebiet der Sportmedizin

Für herausragende Leistungen auf dem Gebiet der Sportmedizin verleiht die FIMS ihre Goldmedaille, den FIMS Citation of Honor und die FIMS Bronzemedaille. Für Verdienste um Doping-Kontrollprogramme wird die Prinz-Alexander-de-Merode-Gold-Medaille der FIMS vergeben.

## Struktur und Gliederung
Die FIMS wird gebildet durch die 113 nationalen Verbände der Sportmedizin (Deutscher Ärztebund zur Förderung der Leibesübungen – heute Deutsche Gesellschaft für Sportmedizin und Prävention – als Gründungsmitglied und weltweit älteste nationale sportmedizinische Organisation),
durch die vier kontinentalen sportmedizinischen Vereinigungen:
- African Union of Sports Medicine (UAMS), gegründet 1982
- Asian Federation of Sports Medicine (AFSM), gegründet 1990
- Confederación Panamericana de Medicina del Deporte (COPAMEDE), gegründet 1975
- European Federation of Sports Medicine Associations (EFSMA), gegründet 1997

durch acht multinationale sportmedizinische Assoziationen:
- Arab Federation of Sports Medicine
- Association of Sports Medicine of the Balkans
- Caribbean Association of Sports Medicine
- Confederatión Centroamericana de Medicina del Deporte
- Confederatión Sudamericana de Medicina del Deporte
- Federation Magrebine de Medecine du Sport
- Groupement Latin et Mediterraneen de Medicine du Sport und
- International Federation of Sports Medicine

und durch individuelle Mitglieder.
Der Präsident, vier Vizepräsidenten, Schatzmeister und Generalsekretär werden für jeweils vier Jahre gewählt. Sie bilden mit weiteren ausgewählten Persönlichkeiten das FIMS-Exekutiv-Komitee.
Als ständige Institutionen arbeiten die Wissenschafts-, Fortbildungs-, Interföderale und Liaison-Kommission.
Mitteilungs- und Publikationsorgan ist das viermal jährlich erscheinende International SportMed Journal (ISMJ).

## Kooperationen
In Verfolgung ihrer Ziele unterhält die FIMS unter anderem enge Verbindungen zur Weltgesundheitsorganisation (WHO), zum Internationalen Olympischen Komitee (IOC), zur UNESCO, zu den internationalen Sportverbänden (Sportaccord), zum Weltrat für Sportwissenschaft und Leibes-/Körpererziehung (ICSSPE) und zur Welt-Anti-Doping-Agentur (WADA).